# 아바나 해전 (1748년)
아바나 해전(영어: Battle of Havana)은 1748년 10월 12일 그레이트브리튼 왕국(영국)의 카리브 함대와 스페인 함대가 아바나 근처에서 벌인 오스트리아 왕위 계승 전쟁, 젱킨스의 귀 전쟁의 전투이다.
영국 해군이 스페인 해군을 상대로 벌인 여러 차례의 공격이 실패로 끝나자 영국 해군은 스페인 군함 콩키스타도르 호(Conquistador)와 스페인 해군 부제독이 타고 있던 아프리카(Africa) 호를 나포하는 데에 성공했고 스페인 함대를 무기력하게 만들었다. 또한 스페인에 있던 영국 선원들을 자국 항만으로 돌려보냈다.
한편 이 전투에서 지휘관을 맡은 영국의 찰스 놀즈와 스페인의 돈 안드레스 레히오는 자신들을 대표하는 정부가 전투 당시에 취했던 행동을 비판했다. 놀즈 측은 젱킨스의 귀 전쟁에서 우위를 점하긴 했지만 스페인에 결정적 타격을 입히는 데에는 실패한다. 이 전투는 젱킨스의 귀 전쟁에서 일어난 마지막 전투였으며 1739년 이후에 일어난 오스트리아 왕위 계승 전쟁의 전투 가운데 가장 치열하게 벌어진 전투였다.

## 전투에 사용된 군함

### 영국
- 콘월 호(Cornwall) 80 (사령관: 찰스 놀즈)
- 레녹스 호(Lenox) 70 (찰스 홈스)
- 틸버리 호(Tilbury) 60 (찰스 폴렛)
- 스트래퍼드 호(Strafford) 60 (데이비드 브로디)
- 워윅 호(Warwick) 60 (토머스 인스)
- 캔터베리 호(Canterbury) 60 (에드워드 클라크)
- 옥스퍼드 호(Oxford) 50 (에드먼드 톨)

### 스페인
- 아프리카 호(Africa) 70/74 (사령관 1: 안드레스 레히오 이 브라치포르테)
- 인벤시블레 호(Invencible) 70/74 (사령관 2: 베니토 스피놀라)
- 콩키스타도르 호(Conquistador) 60/64 (토마스 데 산 후스토)
- 드라곤 호(Dragón) 60/64 (마누엘 데 파스)
- 누에바 에스파냐 호(Nueva España) 60/64 (페르난도 바렐라)
- 레알 파밀리아 호(Real Familia) 60/64 (마르코스 포라스탈)
- 갈가 호(Galga) 30/36 (페드로 데 가라이코에체아)